# Scopula cinerosaria
Scopula cinerosaria là một loài bướm đêm trong họ Geometridae.